# Josef Hartmann (Historiker)
Josef Hartmann (* 11. August 1934 in Niederorschel) ist ein deutscher Archivar und Historiker. Er war von 1990 bis 1999 Leitender Archivdirektor des Landeshauptarchivs Sachsen-Anhalt.

## Leben
Hartmann stammt aus dem Eichsfeld und studierte von 1953 bis 1957 Geschichte an der Friedrich-Schiller-Universität Jena. Anschließend besuchte er das Institut für Archivwissenschaft in Potsdam, das er als Diplom-Archivar abschloss. Nachdem er bis 1960 an diesem Institut als wissenschaftlicher Assistent tätig gewesen war, erhielt er eine Anstellung als wissenschaftlicher Archivar am Landeshauptarchiv (später Staatsarchiv) in Magdeburg. Noch im gleichen Jahr nahm er eine Lehrtätigkeit am Fachbereich Archivwissenschaft der Sektion Geschichte an der Humboldt-Universität zu Berlin auf, an der er bis 1994 lehrte.
1962 wurde Josef Hartmann an der Martin-Luther-Universität Halle-Wittenberg mit der Dissertation Die kurmainzischen Ämter des mittleren und oberen Eichsfeldes. Untersuchung zur Verwaltung, Bevölkerungsentwicklung und Sozialstruktur eines geistlichen Fürstentums zum Dr. phil. promoviert. 1990 war er wesentlich an der Wiedergründung der Historischen Kommission für Sachsen-Anhalt beteiligt, deren Mitglied er noch heute ist. Im gleichen Jahr übernahm er die Leitung des Staatsarchivs Magdeburg, das in Landeshauptarchiv Sachsen-Anhalt und 1993 in Landesarchiv Magdeburg – Landeshauptarchiv umbenannt wurde. Im Alter von 65 Jahren ging Josef Hartmann 1999 in den Ruhestand.

## Werke (Auswahl)
- Ein elbostfälisches Fragment des Sachsenspiegels. In: Zeitschrift der Savigny-Stiftung für Rechtsgeschichte. Germ. Abt., Bd. 82 [95] (1965), S. 291–298.
- Lehrbrief Archivwissenschaft, Teil 1 und Teil 2, Potsdam 1976.
- mit Rudolf Engelhardt: Staatsarchiv Magdeburg 1949–1979. In: Archivmitteilungen. Zeitschrift für Theorie und Praxis des Archivwesens, Heft 2 (1979), S. 43–48.
- mit Rudolf Engelhardt und Wolfgang Hassel: Das Staatsarchiv Magdeburg 1979–1989. In: Archivmitteilungen. Zeitschrift für Theorie und Praxis des Archivwesens, Heft 4 (1989), S. 110–113.
- Hrsg. mit Rudolf Engelhardt: Urkundenbuch des Stifts St. Johann bei Halberstadt, 1119/23–1804, bearb. von Adolf Diestelkamp, Weimar 1989 (= Quellen zur Geschichte Sachsen-Anhalts, Bd. 9).
- Die archivische Situation in den neuen Ländern der Bundesrepublik Deutschland. Aus der Sicht der staatlichen Archive der Länder. In: Der Archivar, Bd. 46 (1993), Sp. 39–41.
- Amtsbücher. In: Friedrich Beck und Eckart Henning (Hrsg.): Die archivalischen Quellen. Eine Einführung in ihre Benutzung, 2. Aufl., Weimar 1994 (= Veröffentlichungen aus dem Brandenburgischen Landeshauptarchiv, Bd. 29), S. 86–98.
- Zum Gedenken an Dr. Charlotte Knabe. In: Sachsen und Anhalt. Jahrbuch der Historischen Kommission für Sachsen-Anhalt, Bd. 18 (1994), S. 607–611.
- Zum Tode von Hanns Gringmuth-Dallmer. In: Sachsen und Anhalt. Jahrbuch der Historischen Kommission für Sachsen-Anhalt, Bd. 22 (1999/2000), S. 419–423.
- 125 Jahre Historische Kommission 1876–2001. In: Sachsen und Anhalt. Jahrbuch der Historischen Kommission für Sachsen-Anhalt, Bd. 23 (2001), S. 9–52.